# Средњоевропски универзитет
Средњоевропски универзитет (енгл. Central European University) је приватни универзитет акредитован у Мађарској, Аустрији и САД, са кампусима у Бечу и Будимпешти. Одржава високо селективне дипломске и преддипломске програме у друштвеним и хуманистичким наукама, као и низак однос студената-професора и међународно студентско тело. Централно начело мисије универзитета је промоција отворених друштава, чиме је блиско повезан са Фондом за отворено друштво.
Године 1991. основао га је менаџер хеџ-фонда, политички активиста и милијардер-филантроп Џорџ Сорос, који му је обезбедио задужбину од 880 милиона долара, чиме је постао један од најбогатијих у Европи, посебно по студенту. Основан је у средњој Европи због уочене потребе за независним и међународним универзитетом за регион, у светлу пада комунистичког блока и пратеће демократизације.